# Alain Huck
 (décembre 2019).
Si vous disposez d'ouvrages ou d'articles de référence ou si vous connaissez des sites web de qualité traitant du thème abordé ici, merci de compléter l'article en donnant les références utiles à sa vérifiabilité et en les liant à la section « Notes et références ».
Alain Huck, né le 11 août 1957 à Vevey, est un artiste contemporain vaudois.

## Biographie
Après avoir suivi une formation en arts plastiques à l'école cantonale des beaux-arts de Lausanne entre 1982 et 1986, il cofonde en 1987 à Vevey le groupe M/2 avec Jean Crotti, Robert Ireland, Jean-Luc Manz, Christian Messerli et Catherine Monney,.
Depuis le début des années 2000, Alain Huck rencontre un important succès commercial et institutionnel grâce à des dessins au fusain de grand format. 
Il reçoit le prix fédéral des beaux-arts en 1989, 1991 et 1997, le prix de la Fondation Irène Reymond en 1992, et une bourse de la Fondation Leenaards en 2002 . Il est le lauréat du prix ProLitteris et du grand Prix de la Fondation vaudoise pour la culture en 2013.